# Zurmat
Zurmat är ett distrikt i Afghanistan. Det ligger i provinsen Paktia, i den östra delen av landet, 120 kilometer söder om huvudstaden Kabul. Administrativ huvudort är Zurmat.
Distriktet beräknades år 2022 ha cirka 102 000 invånare.